# Judas Priest
Judas Priest är en brittisk musikgrupp som spelar heavy metal och som bildades 1969 i Birmingham. Gruppen har varit en av de mest inflytelserika inom sin genre, vilket har gett dem smeknamnet ”The Metal Gods” (metallgudarna), efter deras låt med samma namn. De har sålt mer än 55 miljoner album världen över, och har gett ut 11 album i rad som certifierats guld eller platina i USA av RIAA.

## Historia
Judas Priest var som störst i början av 1980-talet. De gav hårdrocken en ny visuell image med sina, från s&m-modet lånade, läderkläder med nitar. Gruppnamnet kommer från låten "The Ballad of Frankie Lee and Judas Priest" som Bob Dylan skrivit. Gitarristen Glenn Tipton samt basisten Ian Hill är de två medlemmar som medverkat på alla album gruppen gjort och sångaren Rob Halford har varit med på alla album utom fyra (två studioalbum och två livealbum). Den enda som varit med från allra första början är Hill.

### 1960- och 1970-talet
Det band som kom att bli Judas Priest bildades 1969 som Freight av Al Atkins, K.K. Downing (gitarr), Ian Hill (bas) och trumslagaren John Ellis. Ellis byttes ut följande år av Alan Moore, som i sin tur byttes ut mot Chris Campbell. Denna sättning behölls till 1973 då Atkins och Campbell lämnade gruppen för att bli ersatta av Rob Halford (sång) och John Hinch på trummor. Under de fyra år gruppen hade existerat hade Judas Priest satsat på turnerande, men 1974 fick de ett skivkontrakt med Gull Records. Gitarristen Glenn Tipton tillkom innan gruppen spelade in debutalbumet Rocka Rolla. Skivan uppmärksammades inte och i och med detta lämnade Hinch gruppen. Alan Moore kom tillbaka och spelade in albumet Sad Wings of Destiny med gruppen. Gruppens tidiga album är starkt färgade av artisterna som var populära för tillfället (Led Zeppelin med flera).
Inte heller Sad Wings of Destiny blev en särskilt uppmärksammad skiva, men genom positiva recensioner lyckades gruppen få skivkontrakt med det stora skivbolaget CBS Records. Albumet Sin After Sin blev den stora skivbolagsdebuten och spelades in med trumslagaren Simon Phillips. Skivan fick bra kritik och man satte igång ännu en turné, nu med trumslagaren Les Binks. Binks kom att stanna med gruppen i fyra år och under dessa år skaffade sig gruppen status och popularitet med nyskapande skivor såsom Stained Class.

### 1980-talet
Det var med albumet British Steel från 1980 som gruppen slog igenom stort. Här fanns hitsinglarna Breakin' the Law och Living After Midnight. Albumet var också nyskapande genom att låtarna hade anpassats till pop-inriktad radio. Les Binks hade ersatts av Dave Holland. I och med framgången med British Steel låg vägen öppen för gruppen och man gav ut två minst lika framgångsrika album till, Point of Entry (1981) och Screaming for Vengeance (1982). Med det sistnämnda albumet fick gruppen en stor hit med låten You've Got Another Thing Coming.
Åren gick och mot mitten av 1980-talet skuffades Judas Priest undan till förmån för band som spelade den nya stilen thrash. Gruppen fortsatte ändå att sälja skivor under resten av decenniet, dock med varierande framgång. På Turbo (1986) experimenterade man med synthar, och skivan sålde väl genom bandets goda rykte och en påkostad och framgångsrik världsturné, men fansen avskräcktes efter denna, den sista i en lång rad platina-certifierade album i USA.

### 1990-talet
År 1990 gav man ut speed metal-albumet Painkiller, som emellertid inte blev någon kommersiell framgång utanför fankretsen, dock är den bandets senaste studioplatta som certifierats guld i USA. Rob Halford lämnade senare gruppen.
En kväll när coverbandet British Steel spelade på en liten klubb i Pennsylvania råkade två vänner till Scott Travis se framträdandet. Sångaren, Tim Owens, imponerade stort på dem, så de videofilmade och skickade det till Travis och resten av medlemmarna i Judas Priest. Året var 1996 och bandet hade varit upplöst i fyra år men när bandet fick se Owens framträdande och några dagar senare höra hans röst på ett par Priestlåtar togs han med i bandet.
År 1997 kom Owens första album med Judas Priest, Jugulator. Albumet var bandets första sedan 1990 och sågs som ett comebackalbum. Bandet gav sig ut på världsturné, och de gav också ut ett livealbum, kallat Live Meltdown. Två år senare återutgavs Heart of a Killer med flera extra livespår. Judas Priest drog också igång ett filmprojekt inspirerat av Tim Owens väg från fan till frontman, bandet drog sig senare ur projektet. Det var ursprungligen tänkt att Judas Priest skulle medverka i filmen så skådespelaren Mark Wahlberg fick huvudrollen. Senare samma år släpptes bandets andra album med Owens, Demolition.
Demolition producerades av gitarristen Glenn Tipton, som också skrev de flesta av sångerna till albumet. Tim Owens var med och skrev sin enda låt med bandet, What's My Name som bara fanns med på den tyska utgåvan av albumet. Låten skrev han tillsammans med de båda gitarristerna K.K. Downing och Glenn Tipton. De spelade även denna gång in ett livealbum under deras världsturné. Resultatet blev Live in London som släpptes endast tre månader innan Owens fick lämna gruppen.

### 2000-talet

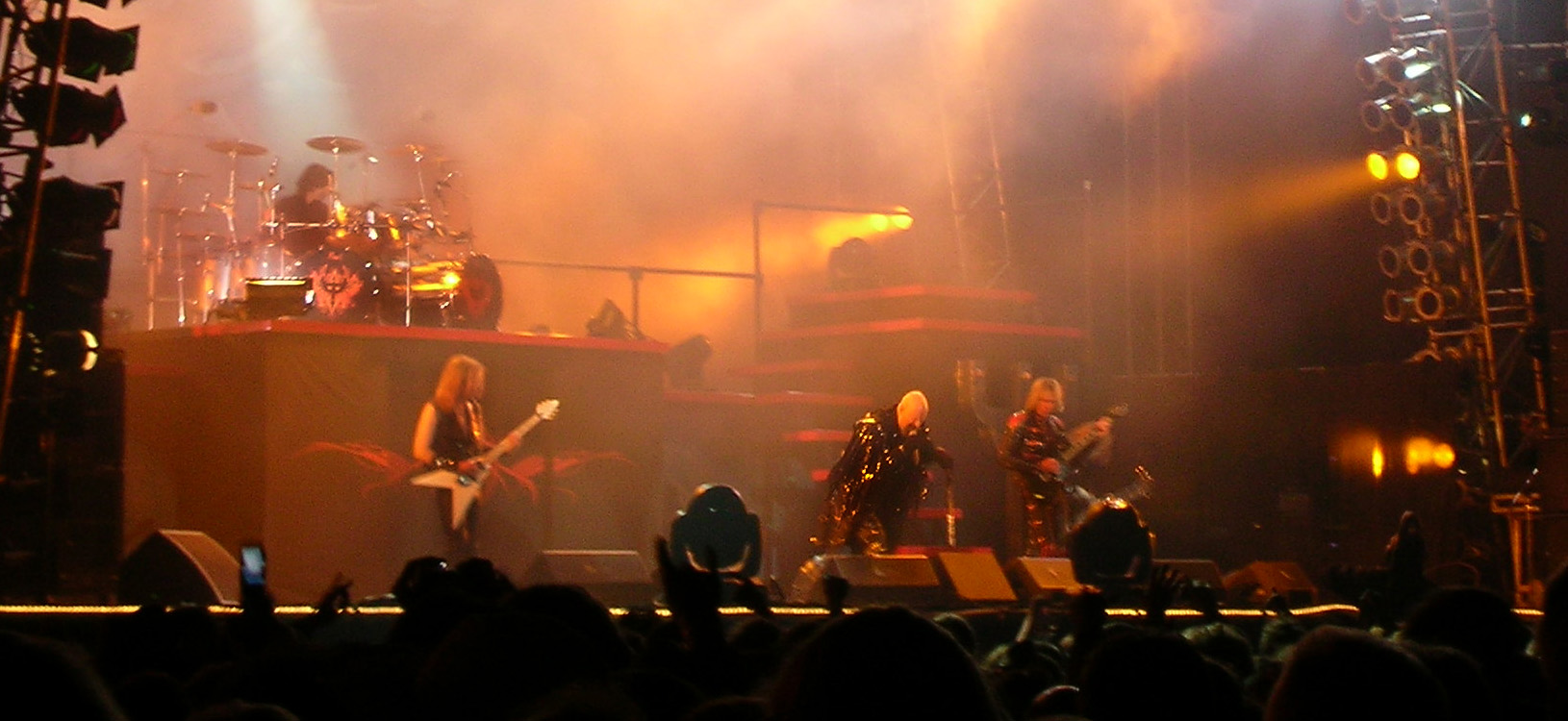
Judas Priest uppträder på Sweden Rock Festival 2008.

Judas Priest har efter återföreningen turnerat och spelat på konserter. En ny skiva, Angel of Retribution  kom i februari 2005.
Boken The Story of Judas Priest – Defenders of the Faith av Niel Daniels kom hösten 2007. Den beskriver hela Judas Priests karriär, även om Jayne Andrews, Judas Priests manager, inte ville kalla boken för den "officiella historien om Judas Priest". Den 13 juni 2008 gav de ut albumet Nostradamus samt gav sig ut på tillhörande världsturné.
Den 7 december 2010 meddelade Judas Priest att deras nästa turné skulle bli den sista då de inte längre tänkte genomföra omfattande världsturnéer, men fortsätta som band i studion och med festivalspelningar och liknande. År 2011 höll man sin hittills sista världsturné The Epitaph Tour.
Deras sista konsert på svensk mark var menat att äga rum på Sweden Rock Festival. När man senare presenterade turnéprogrammet för 2012 visade det sig att två konserter till skulle spelas i Sverige. Den 24 april i Linköping och dagen efter, den 25 april på Hovet i Stockholm. Kort innan turnéstarten hoppade K.K. Downing av gruppen; hans ersättare under turnén blev den 31-årige Richie Faulkner.
Judas Priest släppte 2014 albumet Redeemer of Souls och fortsätter turnera. De gjorde nya Sverigebesök under 2015, bland annat uppträdde de på Sweden Rock Festival igen. I mars 2018 utgavs det nya albumet Firepower och ännu en gång ger de sig ut på världsturné med bland annat ytterligare ett besök på Sweden Rock Festival sommaren 2018.

## Medlemmar

### Nuvarande medlemmar
- Ian Hill – basgitarr (1970– )
- Rob Halford – sång (1973–1992, 2003– )
- Glenn Tipton – sologitarr, kompgitarr (1974– )
- Scott Travis – trummor (1989– )
- Richie Faulkner – sologitarr, kompgitarr (2011– )

### Turnerande medlemmar
- Andy Sneap – gitarr (2018– )

### Tidigare medlemmar
- Al Atkins – sång (1970–1973)
- John Ellis – trummor, percussion (1970–1971)
- K.K. Downing – gitarr (1970–2011)
- Alan Moore – trummor, percussion (1971–1972, 1975–1977)
- Chris Campbell – trummor, percussion (1972–1973)
- John Hinch – trummor, percussion (1973–1975)
- Les Binks – trummor, percussion (1977–1979)
- Dave Holland – trummor, percussion (1979–1989; död 2018)
- Tim Owens – sång (1996–2003)

### Medlemmar i Freight (1969–1970)
- Al Atkins – sång (1969–1970)
- K.K. Downing – sologitarr, kompgitarr (1969–1970)
- John Partridge – trummor (1969–1970)
- Bruno Stapenhill – basgitarr (1969–1970)
- John Perry – gitarr (1969; död 1969)
- Ernie Chataway – gitarr (1969–1970; död 2014)

### Bidragande musiker (live/studio)
- Simon Phillips – trummor (studio) (1977)
- Andy Sneap – gitarr (live) (2018–)

## Diskografi

### Studioalbum
- 1974 – Rocka Rolla
- 1976 – Sad Wings of Destiny
- 1977 – Sin After Sin
- 1978 – Stained Class
- 1978 – Killing Machine
- 1980 – British Steel
- 1981 – Point of Entry
- 1982 – Screaming for Vengeance
- 1984 – Defenders of the Faith
- 1986 – Turbo
- 1988 – Ram It Down
- 1990 – Painkiller
- 1997 – Jugulator
- 2001 – Demolition
- 2005 – Angel of Retribution
- 2008 – Nostradamus
- 2014 – Redeemer of Souls
- 2018 – Firepower
- 2024 – Invincible Shield

### Livealbum
- 1979 – Unleashed in the East
- 1987 – Priest...Live!
- 1998 – '98 Live Meltdown
- 2002 – Live in London
- 2009 – A Touch of Evil: Live
- 2016 – Battle Cry

### Samlingsalbum
- 1993 – Metal Works '73-'93
- 2000 – Genocide
- 2004 – Metalogy
- 2006 – The Essential Judas Priest

### DVD
- 2003 – Electric Eye